# أوسكار كيسادا
أوسكار كيسادا (بالإسبانية: Óscar Quesada Martínez)‏ هو لاعب كرة قدم إسباني في مركز الوسط، ولد في 19 يناير 1978 في أبدة في إسبانيا. لعب مع ريال جيان.

## وصلات خارجية
- أوسكار كيسادا على موقع قاعدة بيانات كرة القدم.إي يو (الإنجليزية)
- أوسكار كيسادا على موقع Soccerbase.com (لاعب) (الإنجليزية)
- أوسكار كيسادا على موقع Soccerway.com (الإنجليزية)
- أوسكار كيسادا على موقع AS.com (الإسبانية)